# Línea 126 (RTP)
La línea 126 del RTP de la Ciudad de México une a la Magdalena Atlitic (Contreras) con Metro Copilco. El tipo de servicio de la línea es de Expreso.
La ruta opera los 365 días del año con un horario de lunes a viernes de 05:00 a 23:00 horas, sábados de 06:00 a 23:00 horas y domingos de 07:00 a 23:00 horas. El parque vehicular con el que opera esta ruta es de 10 autobuses. La ruta beneficia a más de 70 mil habitantes en la Alcaldía La Magdalena Contreras.

## Recorrido y paradas
Las paradas de la línea son:
| Paradas en sentido Magdalena Atlitico(Contreras) a Metro Copilco: |
| - Magdalena Atlitic (Contreras) - Andador Hilda - Ciclopista - La Estación - Foro Cultural - Manuel Castrejón - Flores Magón - Toluca - Mártires 20 de Octubre - Av. México - Hospital Ángeles - Plaza Artz - DIF - Sam's - San Jerónimo - Parque Batán - Sismo - Paseo del Pedregal - Av. Revolución - UNAM - Av. Copilco - Odontología - Metro Copilco |

| Paradas en sentido Metro Copilco a Magdalena Atlántico(Contreras): |
| - Metro Copilco - Odontología - Av. Universidad - UNAM - Av. Insurgentes Sur - Av. Revolución - Plaza Loreto - Clínicas 4 y 8 - Fraternidad - Parque Batán - Periférico Sur - Tarasquillo - Redención - DIF - Luis Cabrera - Av. Oaxaca - Hospital Ángeles - Av. México - Pachuca - Clínica 18 - Flores Magón - Chabacano - Los Pollitos - José Moreno Salido - La Loma - Alcaldía Magdalena Contreras - Av. San Francisco - Magdalena Atlitic (Contreras) |